# مامة بنت سليمان
مامة بنت سليمان  أو مامَّة باباز زعيمة وعالمة من عشيرة آت يونس بغرداية ولدت خلال عام 1208هـ - 1863م. نشأت في جو عائلي مؤمن محافظ ومتفتِّح، وتربَّت تربية إسلامية رفيعة شأن اهتمام العائلات الإباضية المتشبِّثة بإيمانها وعقيدتها وعاداتها وتقاليدها الإسلامية الصحيحة. تعلَّمت القراءة والكتابة بإتقان توفيت سنة 1350هـ -1931م.

## حياتها
حفظت نصف القرءان الكريم عن ظهر القلب، فهي شغوفة بتعلُّم دينها وسيرة الرسول صلى الله عليه وسلم وأمهات المؤمنين والمجاهدات المسلمات العفيفات الطاهرات وعلوم الشريعة ومبادئ اللغة العربية ونحوها وصرفها ومبادئ المذهب الإباضي وعقائده وفقهه. حفظت عقيدة التوحيد وحفظتها وعلمتها.
تأثرت بالمؤلفات الإباضية فدرستها فكانت لها نبراسا تستضيء بها وتنوِّر غيرها في المجامع والحلقات.. فصيحة باللسان العربي المبين واللهجة البربرية والكتابة بها.

## شيوخها
- الحاج بابكر مسعود القاضي
- الشيخ بهون بن موسى
- الشيخ باحماني المليكي
- الشيخ أحمد دادي واعمر
- زوجها الشيخ يعقوب الغرناوت
- وابنها “الحاج بكير بن عمر موسى واعلي

## نشاطها العلمي
ومن نشاطاتها العلمية تنظيمها لدروس أسبوعية، وأحياناً تنظِّم درسا إلى ثلاثة في الأسبوع، تفسِّر فيها أحكام الدين ومعاني القرآن الكريم باللغة الميزابية للنساء ولها مراسلات عديدة مع الشيوخ العلماء.
اهتمت بمناصرة مبدأ الأمر بالمعروف والنهي عن المنكر أينما حلَّت وارتحلت، وتطبيق مبدأ الولاية والبراءة دون خوف أو وجل ولا تخاف في الله لومة لائم، اهتمت بإصلاح ذات البين، يستشيرها “العزاية” والأعيان ويحاورونها في المسائل الدينية والاجتماعية والثقافية من وراء حجاب، لها أعوان من النساء في غرداية وقرى الوادي يسترشدن بها ويطبقن تعاليمها ويحاربن الفساد والجمود، انتهجت طريقة الكفاح السلمي ضد الاستعمار الفرنسي لما غزا ميزاب بجيوشه سنة 1882 ومقاطعة المنتوجات الفرنسية وتشجيع الصوف ونسج الملابس الصوفية 

## رئاسة العزابة
تولَّت رئاسة عزابيات غرداية بعد مامة بنت بلحاج سنة 1905م، وترأَّست مؤتمراً كبيراً من مؤتمرات «لا إله إلاَّ الله». وهو مؤتمر دعويٌّ لنساء بميزاب يعقد سنويا. زمن البدع التي حاربتها مامه بنت سليمان استقبال النّساء الغاسلات لسيلان الوادي بالزّغاريد، وكذلك عادة بوغنجة للاستقاء، والهدايا بمناسبة شهر رمضان، كما ألغت الزّيارة التي كانت تقع بمناسبة (لا إله إلاّ الله) في الواحة.
قادت مواجهة اقتصادية ضدَّ المستعمر الفرنسي في المنطقة، فحرَّمت على النساء اقتناء بضائعه، وحرَّمت حتَّى الحديث بلغته،وكانت قراراتها تأخذ صفة القانون، وتطبَّق في جميع قرى وادي ميزاب، خاصَّة القرارات التي تصدرها في المؤتمر.

## آراء حولها
- يقول عنها الشيخ أبو اليقظان في كتابه فذات الإباضيات:

| مامة بنت سليمان | قمر تدور حول فلكه نجوم ثواقب في سماء غرداية، مصدر العلم والنور والمعرفة... قلعة الأمر والنهي، رهيبة ترتعد منها فرائس العصاة والفسَّاق | مامة بنت سليمان |

- وقد اعتبرها صاحب كتاب ثورات النساء في الإسلام: | مامة بنت سليمان | واحدة من اثنتي عشرة امرأة اشتهرن بمواقف بطولية في العالم. | مامة بنت سليمان |

## الوفاة
توفيت مامة بنت سليمان يوم 12 فيفري1931م.